# Mrs Klein
Mrs Klein är en svensk TV-teaterfilm från 16 september 2002 i regi av Lena T. Hansson. Filmen bygger på pjäsen med samma namn av Nicholas Wright och handlar om den österrikiska psykoanalytikern Melanie Klein. I rollerna ses Agneta Ekmanner, Helena Bergström och Sofia Rönnegård.

## Handling
Filmen utspelar sig i 1930-talets London. Mrs Klein, hennes dotter Melitta och väninnan Paula, som är en stor beundrare av Mrs Klein, hamnar oplanerat tillsammans i Melanie Kleins arbetsrum. En långt natt följer där sanningar kommer upp till ytan och där relationer ställs på sin spets.

## Rollista
- Agneta Ekmanner – Melanie Klein
- Helena Bergström – Melitta Schmideberg, hennes dotter
- Sofia Rönnegård – Paula

## Om filmen
Mrs Klein spelades in för Sveriges Television och fotades av Per Källberg. Scenograf var Bo-Ruben Hedwall och klippare Florence Åkergren-Åberg. Filmen visades första gången den 16 september 2002 i SVT1 med repris den 22 september samma år.